# Ligne droite des Hunaudières

Plan du circuit des 24 Heures du Mans.

La ligne droite des Hunaudières (appelée « Mulsanne straight » en anglais) est la ligne droite anciennement longue de 6 km du circuit de la Sarthe sur lequel se déroule la course automobile des 24 Heures du Mans, tous les ans au solstice d'été, en juin. Elle est située dans le lieu-dit des Hunaudières.

## La route départementale 338
Lorsque la course et les essais n'ont pas lieu, la ligne droite des Hunaudières fait partie du réseau routier national. Cette ligne droite de plus de 5,5 km était un tronçon de la route nationale 138, déclassée en 2006 en route départementale 338, dans le département de la Sarthe. Cette ligne droite va du lieu-dit du Tertre Rouge au village de Mulsanne, et débouche après un virage serré à droite sur la départementale 140, dite Route de Mulsanne, qui mène au virage d'Indianapolis, puis à Arnage.

## Histoire
Les Hunaudières sont la longue et mythique ligne droite du circuit des 24 Heures du Mans. En raison des vitesses atteintes par les participants jugées trop dangereuses (407 km/h par Roger Dorchy en 1988), elle est entrecoupée de deux chicanes depuis l'édition 1990. La dernière section, qui comprend un léger virage à droite appelé « Kink » menant à un virage serré près du village de Mulsanne, a également été modifiée. Entre les chicanes les vitesses atteintes sont de l'ordre de 340 km/h.
Utilisée dès 1884 pour son tracé parfaitement rectiligne lors de courses organisées officiellement à partir de 1886, elle deviendra le point fort de la création du premier circuit de la Sarthe en 1906 avant de devenir le symbole du circuit actuel créé en 1923.
Au cours de la saison de Grand Prix de 1911, le Grand Prix de France utilisait une première version du Circuit de la Sarthe, qui faisait 54 km de long, et utilisait une section plus longue de la ligne droite. Elle partait de l'avenue Georges Durand au Tertre Rouge, jusqu'à Écommoy, avant de se diriger vers Saint-Mars-d'Outillé, Les Jouanneries et Parigné-l'Évêque.
Le circuit et la ligne droite sont raccourcis en 1921. Après la sortie du virage du Tertre Rouge, les voitures passent près de la moitié du tour à plein régime, avant de freiner pour le virage de Mulsanne à droite. La Porsche 917 longtail avec son moteur 12 cylindres à plat de 4,9 litres, utilisée de 1969 à 1971, avait atteint 362 km/h. Ensuite, la taille du moteur a été limitée et les vitesses de pointe ont chuté jusqu'à ce que de puissants moteurs turbocompressés, mis au point par Renault, soient autorisés, comme dans la Porsche 935 de 1978 qui a été chronométrée à 367 km/h.
Les vitesses en ligne droite des prototypes du groupe C atteignent plus de 400 km/h à la fin des années 1980. En effet, au début des 24 Heures du Mans 1988, le garagiste-préparateur parisien Roger Dorchy pilote une WM P88 de l'écurie Welter Racing. La P88 fait alors partie d'un programme connu sous le nom de « Project 400 » et est propulsée par le moteur Peugeot PRV V6 turbocompressé de 2,8 litres, qui sacrifiait la fiabilité pour la puissance. En conséquence, la voiture a abandonné après seulement 53 tours et environ quatre heures de course avec des pannes de turbo, de refroidissement et d'électricité. Elle a été mesurée par radar à une vitesse record de 407 km/h. Après cet exploit, Peugeot, un des partenaires de l'écurie, a repris cette performance dans sa communication mais a abaissé volontairement la vitesse obtenue à 405 km/h afin de promouvoir sa nouvelle berline, la Peugeot 405,. La WM P88 détient toujours ce record de nos jours.
Il y a eu plusieurs accidents mortels à grande vitesse sur la ligne droite des Hunaudières dans les années 1980. Jean-Louis Lafosse s'est tué en 1981, et Jo Gartner en 1986. En 1984, un commissaire de piste français a été tué dans un accident au “Kink” impliquant les deux Aston Martin Nimrod NRA/C2 du pilote britannique John Sheldon et son coéquipier américain Drake Olson.
Un pilote s'en est sorti miraculeusement en 1986 : un pneu de la Jaguar XJR-6 à moteur V12 de 7,0 litres du pilote britannique Win Percy a explosé à 386 km/h, arrachant la carrosserie à l'arrière et projetant la voiture dans les airs au-dessus des arbres.L'épave s'est finalement immobilisée à 600 mètres de la route. Bien que le bolide ait été presque détruit, Percy s'est éloigné de l'accident avec rien de plus qu'un casque gravement endommagé.
Depuis 2010, l'ACO et le golf des 24 Heures ont construit un bâtiment à la fin de la ligne des Hunaudières pour observer le virage de Mulsanne.

## Ajout de deux chicanes
En raison de sa longue distance de six kilomètres et de sa fin par un virage à droite juste avant le village de Mulsanne, la ligne droite des Hunaudières imposait de lourdes contraintes aux moteurs ainsi qu'aux trains, avec une vitesse atteinte de plus de 320 km/h avant le freinage violent pour prendre le virage serré à droite à Mulsanne. Étant donné que la combinaison d'une vitesse élevée et d'une force d'appui importante provoquait des défaillances de pneus et de moteurs, deux chicanes ont été construites sur cette fameuse ligne droite avant l'épreuve de 1990 pour limiter la vitesse maximale possible. Ces chicanes ont également été ajoutées parce que la FIA a décrété qu'elle n'autoriserait plus un circuit avec une ligne droite de plus de deux kilomètres, ce qui correspond à peu près à la longueur de la ligne droite Döttinger Höhe sur le Nürburgring Nordschleife. Les chicanes ont ainsi réussi à limiter les vitesses de pointe sur les “Hunaudières”, la plupart des voitures de tête atteignant désormais environ 330 km/h en qualifications et 320 km/h en course. En 2020, la vitesse de 347,8 km/h est atteinte par la Rebellion de Bruno Senna.
Ainsi, la division en trois portions de la ligne droite des Hunaudières a pour but de limiter la recherche de vitesse maximale par des réductions d'appuis aérodynamiques trop importantes et de limiter par conséquent les différences de vitesse entre les concurrents. Par ailleurs, l'envol de certains bolides à l’approche du virage de Mulsanne était dû à la géométrie de la piste avec un changement de plan qui pouvait créer un décrochage aérodynamique suivant leurs configurations et réglages. La bosse de Mulsanne a donc été rabotée pour l'édition 2001 afin d’éliminer ce danger. De plus, le virage de Mulsanne a lui aussi été modifié afin de court-circuiter le rond-point construit là pour améliorer la circulation routière à l'année.
Depuis ces différentes modifications sur la ligne droite des Hunaudières, la Nissan R90CK est restée dans les mémoires pour avoir atteint la vitesse la plus élevée sur cette portion mythique du circuit. À son volant, Mark Blundell a en effet atteint une vitesse de 366 km/h lors des qualifications, quand la soupape de décharge du système bi-turbo s'est bloquée, ce qui a permis au moteur de fournir bien plus d’énergie que sa puissance normale initiale de 800 ch.
En 2022, la première chicane est baptisée Daytona.

## Les vitesses les plus élevées
Le tableau ci-dessous montre la progression de l'augmentation des pointes de vitesse enregistrées par les voitures sur la ligne droite des Hunaudières de 1961 à 1989, dernière année avant l'aménagement des deux chicanes.
| Année | Vitesse maximale en qualification | Note                    | Vitesse maximale en course      | Note             |
| ----- | --------------------------------- | ----------------------- | ------------------------------- | ---------------- |
| 1961  | 280 km/h - Maserati               |                         | 265 km/h - Ferrari              |                  |
| 1962  | 295 km/h - Ferrari                |                         | 280 km/h - Maserati             |                  |
| 1963  | 302 km/h - Ferrari                |                         | 280 km/h - Aston Martin         |                  |
| 1964  | 310 km/h - Ferrari                |                         | 310 km/h - Maserati             |                  |
| 1966  | 320 km/h - Ford GT40              |                         | 325 km/h - Ford GT40            |                  |
| 1967  | 340 km/h - Ford GT40              |                         | 343 km/h - Ford GT40            |                  |
| 1971  | 359 km/h - Ferrari 512 M          |                         | 362 km/h - Porsche 917          |                  |
| 1978  | 367 km/h - Renault Alpine A442B   |                         | 362 km/h - Renault Alpine A442B |                  |
| 1983  | 371 km/h - Porsche 956            |                         | 351 km/h - Porsche 956          |                  |
| 1985  | 372 km/h - Porsche 956            |                         | 348 km/h - Cougar C12-Porsche   |                  |
| 1986  | 374 km/h - Porsche 956            |                         | 358 km/h - Porsche 956          |                  |
| 1987  | 381 km/h - WM P87-Peugeot         |                         | 379 km/h - WM P87-Peugeot       |                  |
| 1988  | 391 km/h - Porsche 962C           |                         | 407 km/h - WM P88-Peugeot       | Record en course |
| 1989  | 400 km/h - Sauber C9-Mercedes     | Record en qualification | 389 km/h - Jaguar XJR-9         |                  |

Avec le tracé actuel de la ligne droite des Hunaudières à deux chicanes, la vitesse la plus élevée a été atteinte par la puissante Nissan R90 avec ses 366 km/h en qualifications pour les 24 Heures du Mans 1990, tandis que la Jaguar XJR-12 a pointé à 353 km/h au cours de la même édition de l'épreuve d'endurance sarthoise.

## Accès des spectateurs
Autrefois, les spectateurs avaient une vue sur les voitures roulant à fond dans la ligne droite des Hunaudières pendant les 24 Heures du Mans, notamment en dînant dans divers restaurants, tels que le Restaurant des 24 Heures et Les Virages de L'Arche, situés tout près de la route. Cependant, en 1990, cette expérience visuelle, que l'on pouvait avoir depuis les deux établissements, a diminué avec la mise en place des chicanes.
Aujourd'hui, pour des raisons de sécurité, les spectateurs sont tenus à bonne distance du bord de la ligne droite par les commissaires et la gendarmerie. Bien que les convives puissent encore entendre les voitures passer, leur vue est cachée par des brise-vue fixés à la clôture de sécurité,.
En 2022, la piste est ouverte le vendredi après-midi au public permettant la circulation piétonne et cycliste sur la ligne droite dans sa configuration de course.

## Hommages
En 1999, la marque automobile Bentley Motors produit un concept car nommé « Bentley BY8.16 Hunaudieres » en hommage à cette ligne droite. Deux autres modèles de Bentley portent le nom des villages voisins : la Mulsanne et l'Arnage.

## Galerie

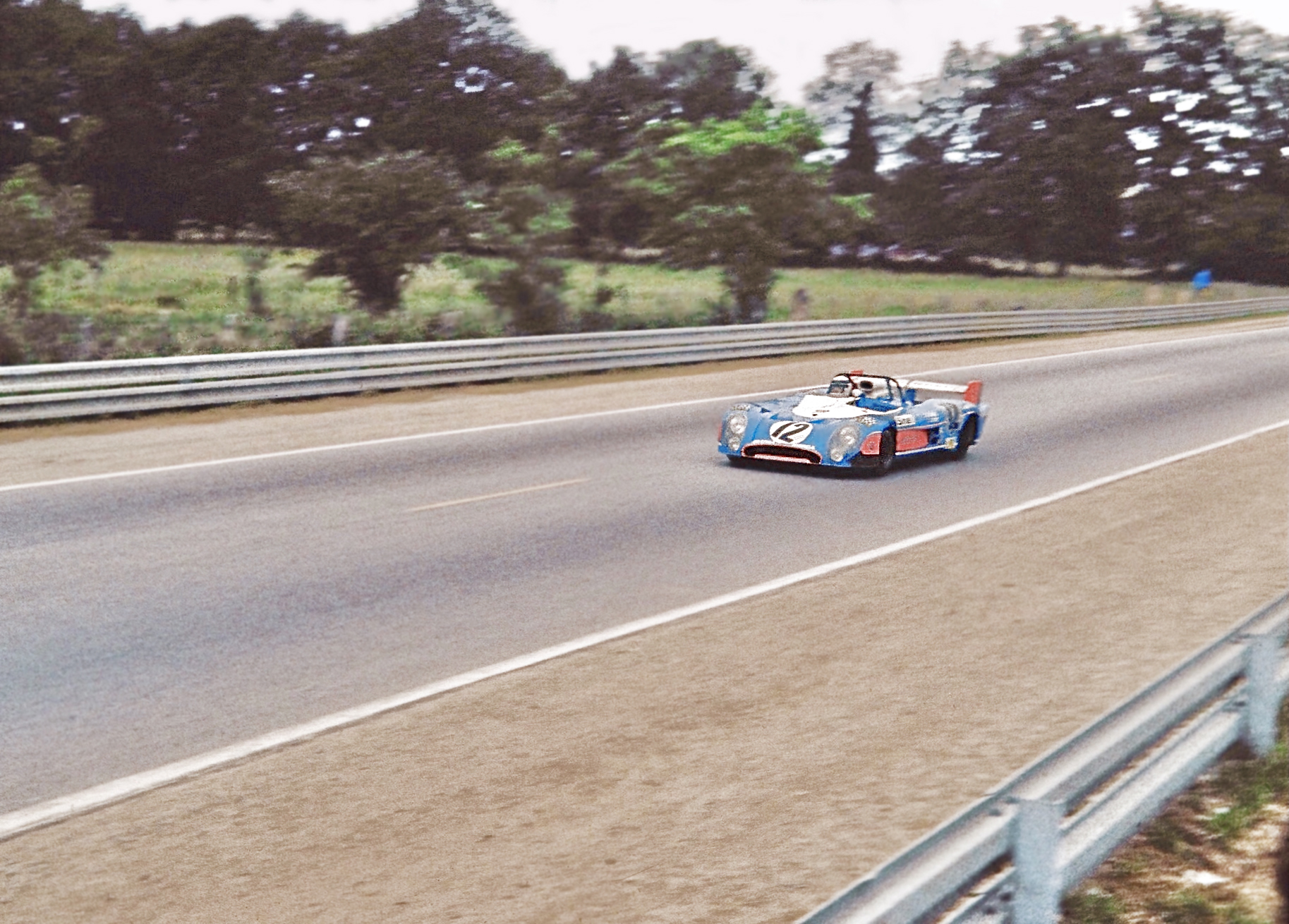
Jean-Pierre Jaussaud dans les Hunaudières au volant de la Matra Simca MS670B N°12 de l'écurie Matra Simca Shell.
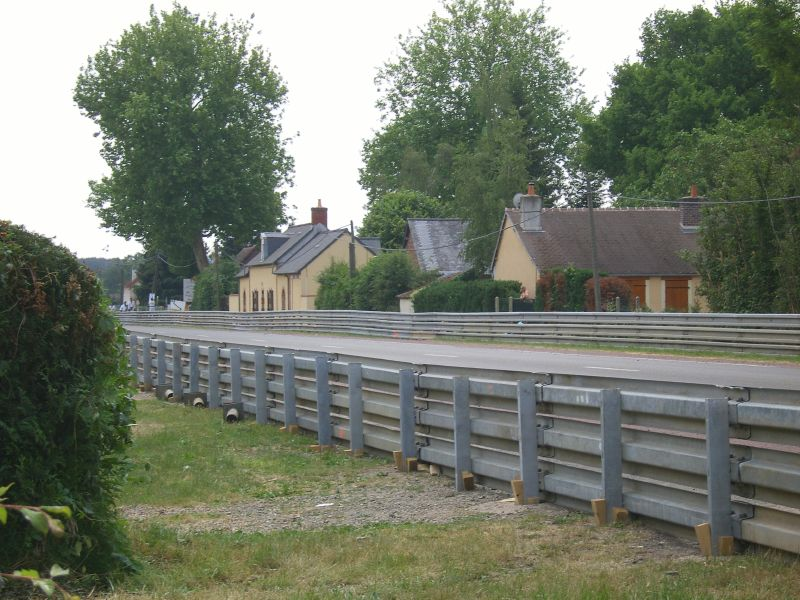
Maisons du lieu-dit et glissières de sécurité du circuit.
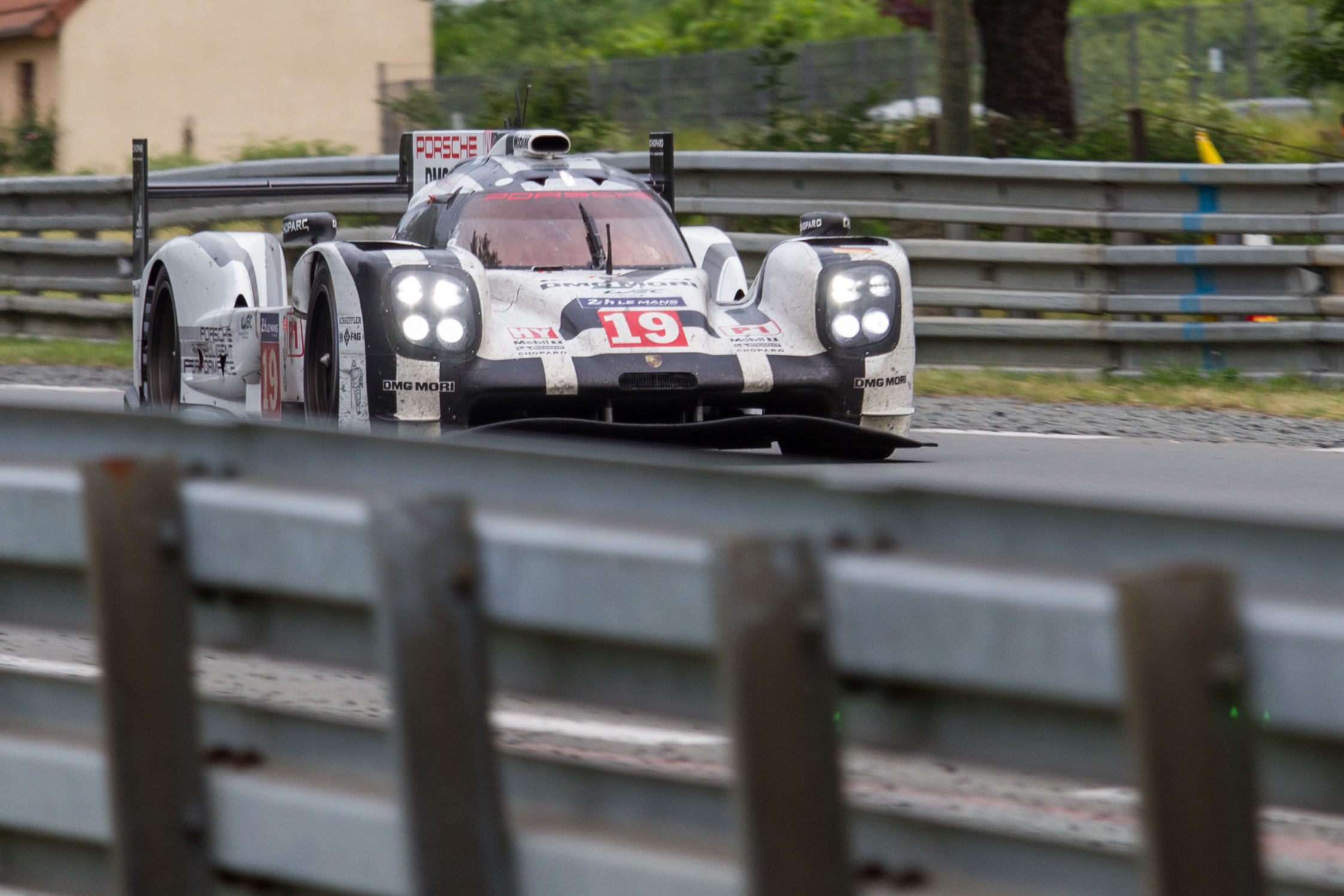
Le 14 juin 2015, la Porsche 919 Hybrid des futurs vainqueurs, Nico Hülkenberg, Earl Bamber et Nick Tandy, passe au lieu-dit des Hunaudières.
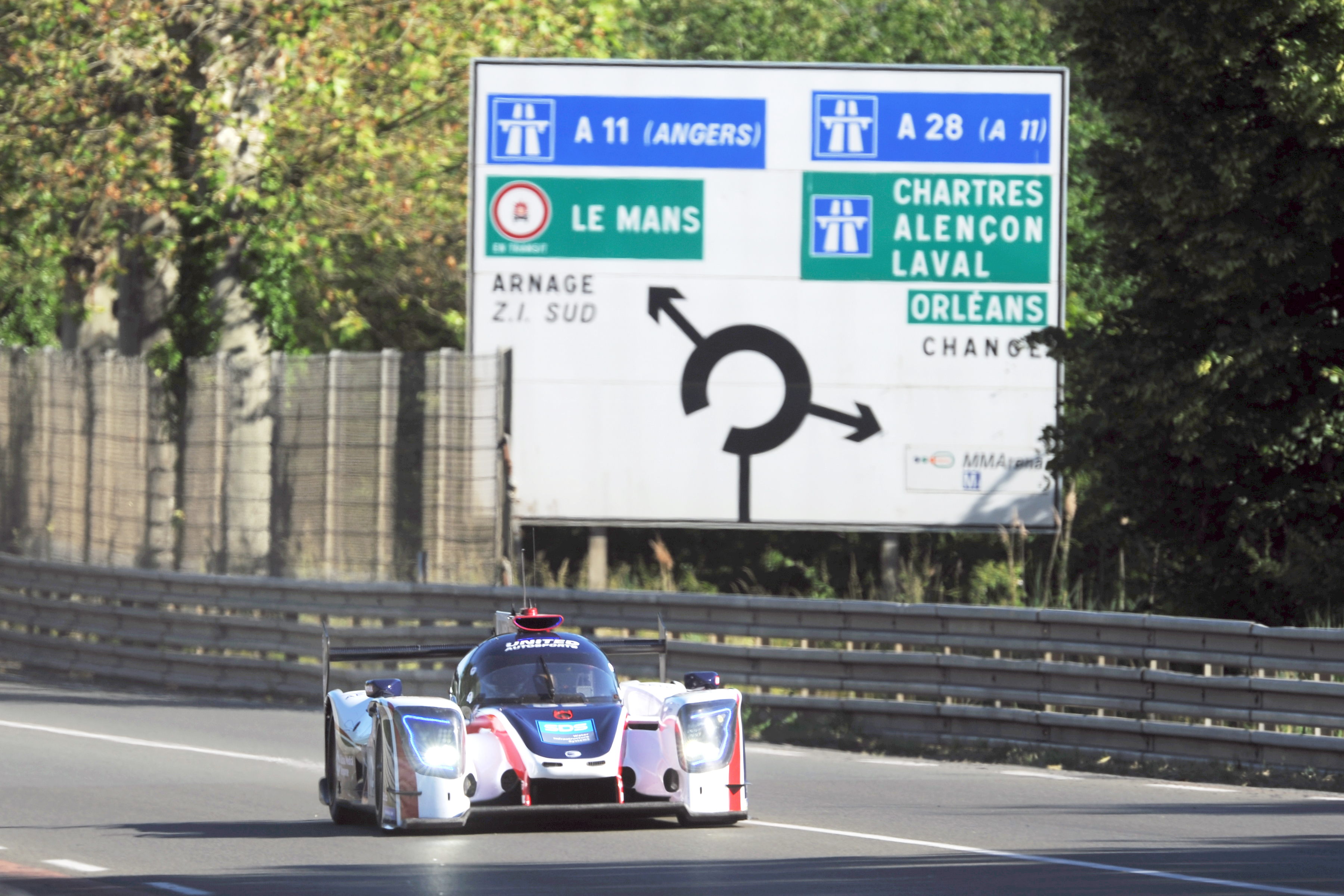
Passage d'une LMP2 dans les Hunaudières le 2 juin 2019.
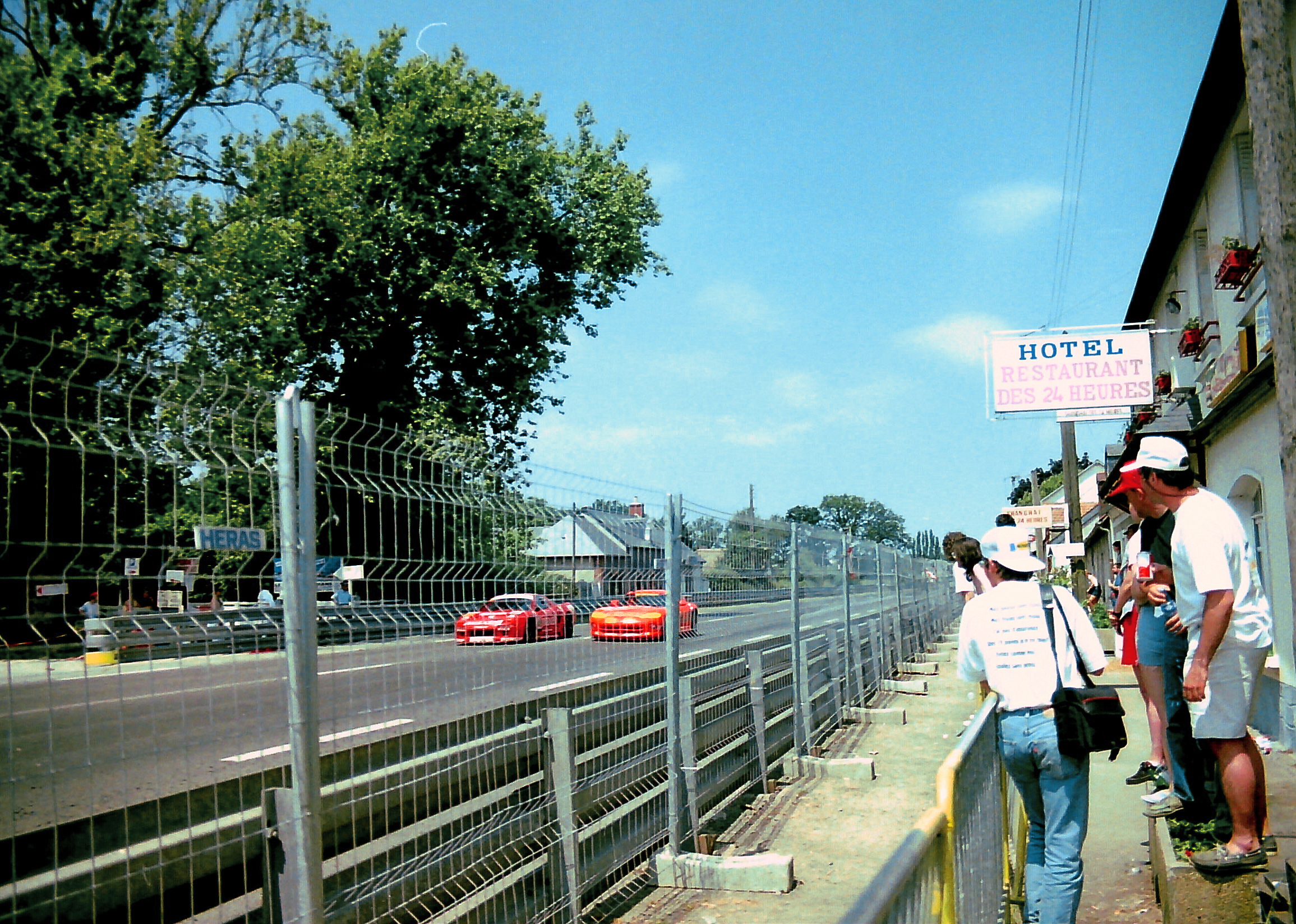
Une Honda NSX et une Dodge Viper RT10 passent devant le restaurant des Hunaudières lors des 24 Heures du Mans 1994.
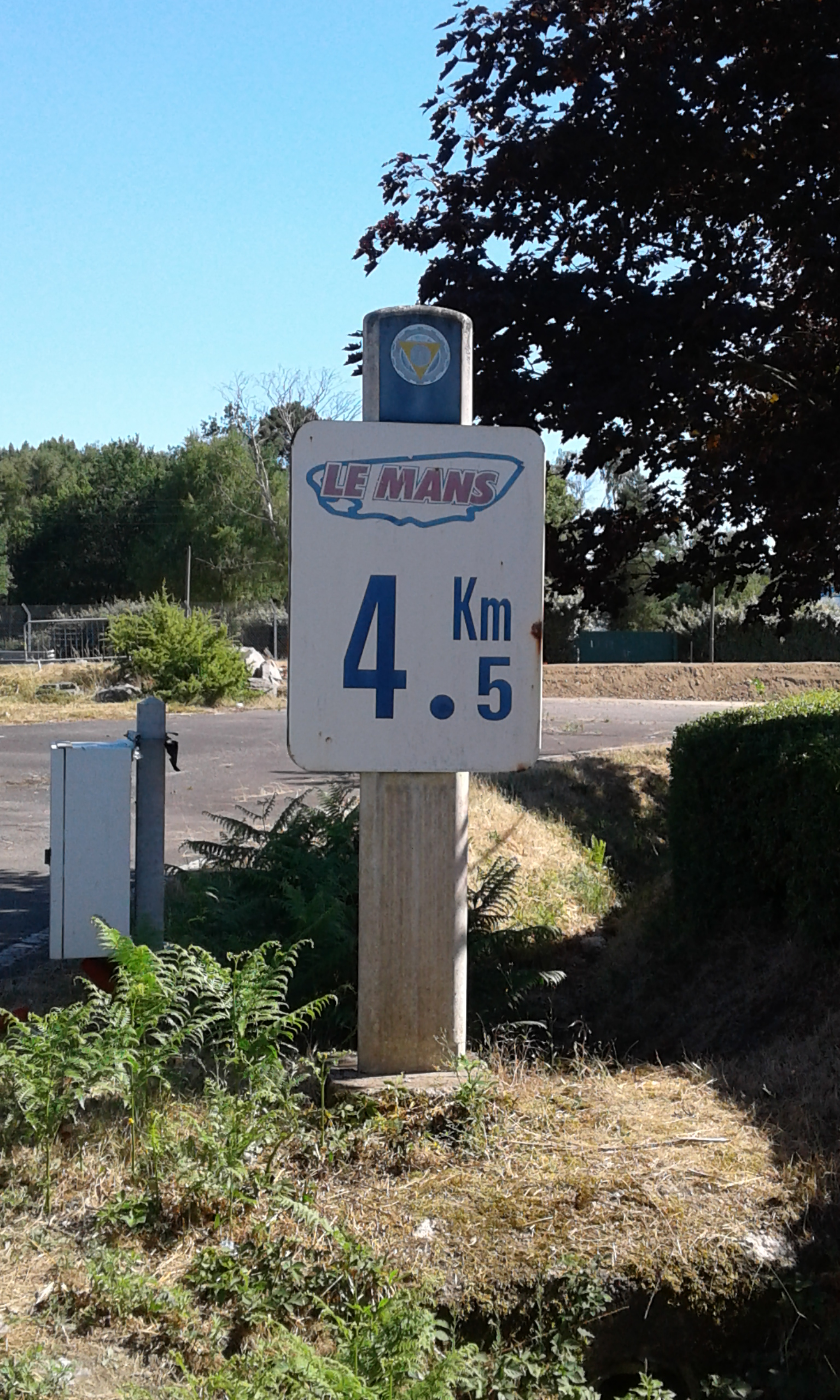
Borne de l'ACO au bord de l'ancien tracé de la ligne droite.
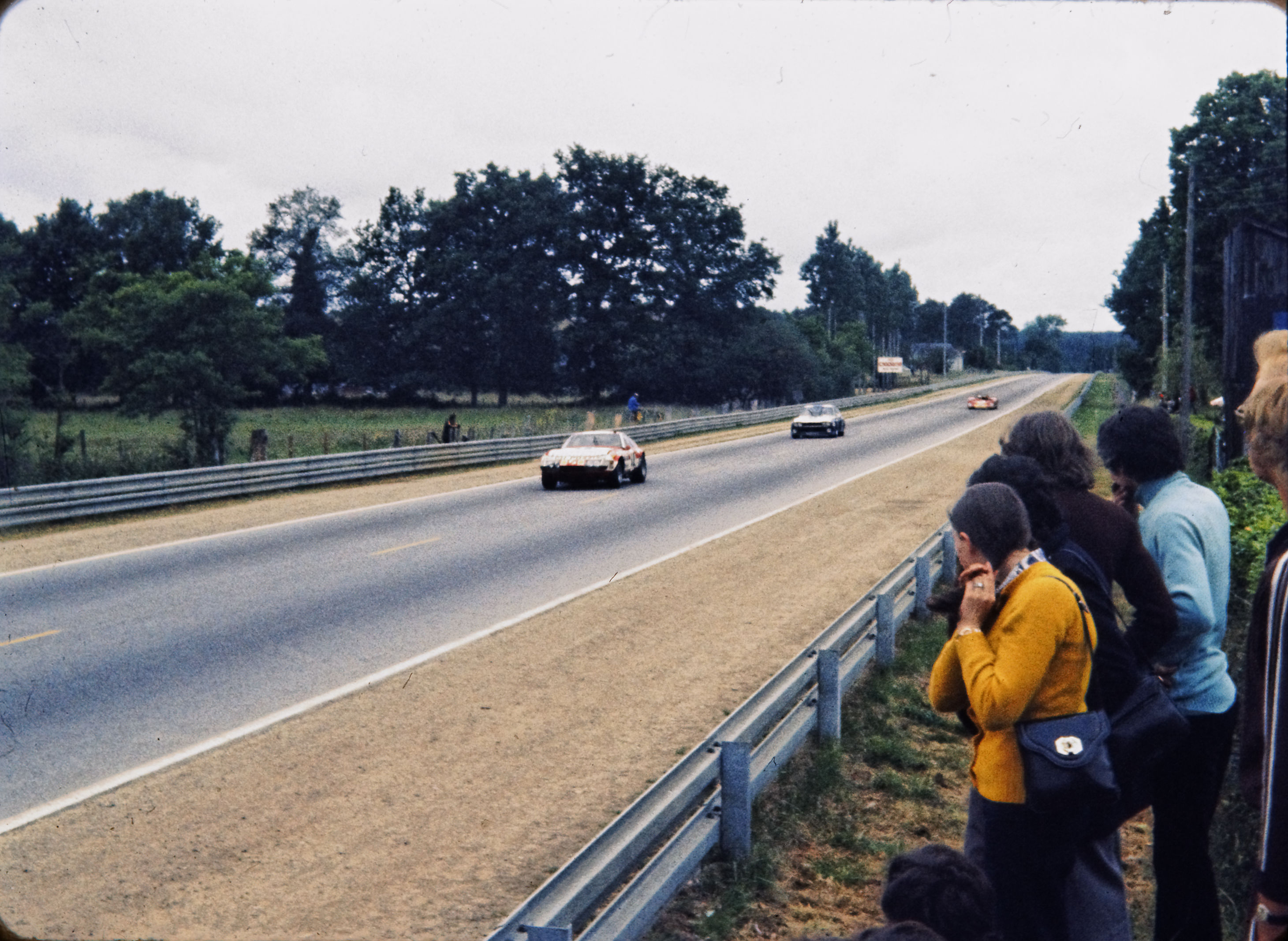
La ligne droite des Hunaudières au cours des 24 Heures du Mans 1973.